# Teatro De Micheli
Il Teatro De Micheli è un teatro situato a Copparo, in provincia di Ferrara.

## Storia
Il Teatro Comunale De Micheli ebbe la sua origine ai primi del Novecento per volontà di un privato cittadino: Enrico De Micheli acquistò nel 1908 una porzione di suolo pubblico posto sulla piazza Vittorio Emanuele II (lungo la strada allora detta via Ferrara) allo scopo di erigervi, in accordo con l'amministrazione comunale, la propria abitazione e una sala teatrale.
La struttura, assai semplice, era costituita da platea e una sola galleria sostenuta da colonne lignee. La platea era libera e le sedute venivano sistemate all’occorrenza. Il teatro realizzato da De Micheli rispondeva ad un'esigenza culturale e ricreativa molto sentita sia da parte della comunità copparese che da quelle delle zone limitrofe, per la mancanza di strutture idonee ad accogliere pubblici spettacoli, circostanza questa a lungo lamentata sulla stampa del tempo.
L'inaugurazione ebbe luogo il 22 maggio 1909 con l'opera lirica Il barbiere di Siviglia di Gioachino Rossini, nel solco della migliore tradizione musicale italiana, ben consolidata fin dall'Ottocento.
Il teatro risultò assai attivo, offrendo un repertorio piuttosto diversificato, costituito da rappresentazioni di opere liriche, spettacoli di varietà, proiezioni cinematografiche, spettacoli comico-dialettali (a volte parafrasi in dialetto delle commedie di Carlo Goldoni). Per l'amministrazione comunale la sala divenne inoltre il luogo deputato per le funzioni pubbliche e di rappresentanza, inoltre era a disposizione delle autorità politiche locali. 
All'inizio degli anni 1920 se ne denunciava l’aspetto disadorno e il pessimo stato, tanto da non essere più idonea alle funzioni che le erano proprie. Pertanto, nel 1923, il proprietario decise di procedere al completo rifacimento e ampliamento del teatro, incaricando del progetto l'ingegnere ferrarese Mario Chinarelli. Le opere, che avrebbero dato all'edificio la configurazione conservata fino all'attualità, furono favorevolmente accolte sia dalla commissione di vigilanza sui teatri che dal Comune, dalla cui amministrazione De Micheli ottenne in concessione gratuita un terreno per attuare il necessario ampliamento, adeguato e oramai indispensabile alle esigenze di un moderno teatro sito nella cittadina capoluogo del Mandamento e con una popolazione di circa 24.000 abitanti. 
Nel corso degli anni, il teatro ebbe una certa fortuna, attirando anche spettatori dai centri limitrofi, ed ancora oggi può rappresentare per questo territorio un polo culturale di notevole entità. Dopo la seconda guerra mondiale, fu trasformato in cinematografo restando attivo fino al 1970.
Completamente inutilizzato per oltre vent'anni, nel 1989 è stato acquistato dal Comune, con l'intento di procedere al recupero della struttura. Nel 2000 è stato vincolato dalla Soprintendenza per i Beni Ambientali e Architettonici di Ravenna e nel 2002 sono stati avviati gli interventi di recupero il cui progetto è affidato dal Comune all'architetto Ettore Vio dello Studio associato Vio–Fassina di Mestre. Il progetto di restauro si è proposto, oltre alla necessaria messa a norma dell'impianto e all'adeguata valorizzazione degli elementi decorativi che arricchiscono le superfici, il pieno recupero dei valori culturali che caratterizzano l'immobile, ripristinando sia la conformazione della macchina teatrale che gli spazi riservati al pubblico, con particolare cura per gli aspetti legati alla visibilità e all'acustica.
La riapertura del teatro ha avuto luogo il 24 ottobre 2004. Dalla riapertura le stagioni teatrali, gestite direttamente dal Comune, si susseguono regolarmente e il cartellone è denso di proposte tra loro diversificate, con spettacoli di prosa, teatro dialettale, intrattenimenti musicali di qualità, quali concerti operette e, dal 2006, messa in scena un'opera lirica per stagione. Finora sono state proposte le opere verdiane La traviata, Il trovatore e il Nabucco, assai apprezzate dal pubblico. Non mancano inoltre il teatro ragazzi e i laboratori teatrali sia indirizzati agli adulti che ai ragazzi.

## Architettura
Architettonicamente il Teatro De Micheli rappresenta un buon esempio di edilizia teatrale del primo Novecento, gli spazi sono distribuiti in modo funzionale, la sala è costituita, oltre che dalla platea, da palchi e gallerie distribuiti su tre livelli con andamento ad U. Semplici, ma eleganti, decorazioni in stucco di gusto vagamente liberty caratterizzano l'ambiente. La presenza del golfo mistico e un palcoscenico ampio e dotato di tutto il corredo necessario per un corretto svolgimento delle rappresentazioni rende il teatro adatto ad ogni tipo di spettacolo. 
Il foyer, ricavato dall'appartamento dell'ex proprietario, è dotato di uno spazio adeguato per l’allestimento di mostre sia fotografiche che di arte contemporanea di artisti locali e non realizzate in collaborazione con 'Copparo Arte'. L'iniziativa ha riscosso un buon successo tanto che il calendario delle esposizioni risulta assai denso. Sul sito dello stesso teatro è possibile consultare, oltre un’ampia scheda tecnica, notizie storiche e una specifica sezione relativa al restauro realizzato.